# Never Know
Never Know ist ein Rapsong des deutschen Rappers Luciano und der Rapperin Shirin David aus dem Jahr 2020. Er erschien am 16. Juli 2020 unter Universal Urban, eine Woche vor der Veröffentlichung seines vierten Studioalbums Exot.

## Entstehung und Veröffentlichung
Erste Einblicke in den Videodreh gab Luciano bereits am 6. Juli, als er auf Instagram Bilder vom Video-Set postete. Dort war allerdings nichts von Shirin David zu sehen. Erst am 12. Juli kündigten David und Luciano das Lied offiziell auf Instagram an, wobei viele Fans das Feature schon erahnt hatten. Never Know erschien schließlich am 16. Juli 2020 auf allen Plattformen, gemeinsam mit einem Musikvideo der beiden auf dem YouTube-Kanal LOCOSQUAD von Luciano.

## Inhalt und Stil
Never Know ist ein Rapsong, der sich, wie die meisten anderen Luciano-Lieder, auch vieler Drill-Rap-Elemente bedient. Auch der Beat ist recht hart und die beiden Künstler arbeiten mit zahlreichen Adlibs, die für Luciano typisch sind. Das Lied wurde in as-Moll auf 142 Schläge pro Minute geschrieben und ist drei Minuten und 16 Sekunden lang. Sowohl Luciano, als auch David rappen eher aggressiv. Es beinhaltet ein Gesangssample aus Kelly Rowlands Lied Stole in der Pre-Hook und im Refrain. Textlich ist Never Know eher ein Flex-Track (dt. Angeberei), ohne großes Thema oder Bedeutung. So rappt Luciano zum Beispiel Vom Paket hoch in die Charts, guck, ich leb' mein'n Film, ja oder Zu viel plappern, Hate-Kommentar juckt nicht. David rappt dagegen En Vogue, aber immer noch tough und Hose tief, String sitzt high, belly frei. Beide Künstler bedienen sich vielen Anglizismen in ihren Rap-Parts.

## Musikvideo
Das Musikvideo zu Never Know wurde unter den Regie von PLUG mit den 100BlackDolphins in München gedreht. An der Bearbeitung und dem Schnitt war Shirin David selbst beteiligt und wird in den Credits angegeben. Die Farbe blau zieht sich in Form von Hintergründen, Outfits und Autos durch das gesamte Video. Die meisten Szenen zeigen David und Luciano zusammen, wenige allerdings auch alleine. Während Luciano aussieht, wie immer, hat David zwar schwarze Haare, aber rechts und links jeweils eine blonde Strähne. Im Musikvideo tragen beide Rapper Grillz und tanzen miteinander zur Musik. David präsentiert sich sowohl stark und selbstbewusst, als auch feminin und sexy. Außerdem twerkt sie und trägt zeitweise einen schwarzen Latexanzug. Andere Szenen zeigen sie in einem knappen Oberteil und Jeansjacke oder einem schwarzen Kleid. Im Video sind zudem Autos zu sehen, die, je nachdem, wer vor ihnen stehen, entweder Luciano oder Shirin als Kennzeichen haben – weitere Szenen zeigen eine Ansammlung fahrender Sport-Motorräder. Das gesamte Video wurde in einem Studio oder einer Halle gedreht, es gibt keine Außenaufnahmen. Es wurde bis heute (Stand August 2025) bereits über 25,8 Millionen Mal auf YouTube aufgerufen.

## Rezeption
Nach der Ankündigung zur Single erhielt Luciano viel negative Kritik. Fans zeigten sich, ähnlich wie bei Haftbefehls Lied Conan x Xenia, sehr enttäuscht. Shirin Davids Fans dagegen waren begeistert. Auch nach Veröffentlichung des Liedes fielen die Kritiken unterschiedlich aus. Till Hesterbrink von HipHop.de sagte, die David und Luciano harmonierten wunderbar und brächten den modernen Film ganz locker rüber. Kritikpunkte waren u. a. der sinnlose und unverständliche Text, sowie eine Ähnlichkeit des Instrumentals und Beats zum Lied Runtz des britischen Rappers C1. Shirin David wurde hauptsächlich dafür kritisiert, sich an den Rap-Stil Lucianos angepasst und sich seiner Adlibs bedient zu haben. Dies spiegelte sich vor allem in den YouTube-Kommentaren wider. Diese sind überwiegend negativ. Außerdem wurde sie für ihres kritisiert und es wurde, wie bei jedem Musikvideo zuvor auch, ihre Freizügigkeit und ihre Künstlichkeit angeprangert. Sein Video zum Lied befand sich in den YouTube-Trends.

## Kommerzieller Erfolg
Trotz der gemischten Kritik wurde das Lied innerhalb der ersten 24 Stunden über eine Million Mal auf Spotify gestreamt und auch das Musikvideo hatte nach 24 Stunden bereits über 1,8 Millionen Aufrufe bei YouTube. Auf der Streamingplattform Spotify verzeichnet das Lied mehr als 55 Millionen Aufrufe (Stand: August 2025). Never Know erreichte Platz drei der deutschen Charts, was für Shirin David bereits die zwölfte und für Luciano die 15. Top-10-Platzierung in Deutschland ist.
| ChartsChartplatzierungen | Höchstplatzierung | Wochen |
| ------------------------ | ----------------- | ------ |
| Deutschland (GfK)        | 3 (6 Wo.)         | 6      |
| Österreich (Ö3)          | 4 (4 Wo.)         | 4      |
| Schweiz (IFPI)           | 7 (4 Wo.)         | 4      |